# Ковиоци
Ковиоци су насеље у Србији у општини Брус у Расинском округу. Према попису из 2022. било је 80 становника (према попису из 1991. било је 205 становника).

## Демографија
У насељу Ковиоци живи 132 пунолетна становника, а просечна старост становништва износи 49,6 година (50,3 код мушкараца и 49,0 код жена). У насељу има 59 домаћинстава, а просечан број чланова по домаћинству је 2,64.
Ово насеље је великим делом насељено Србима (према попису из 2002. године), а у последња три пописа, примећен је пад у броју становника.
|  |

| Демографија | Демографија | Демографија |
| Година      | Становника  | Становника  |
| ----------- | ----------- | ----------- |
| 1948.       | 374         |             |
| 1953.       | 408         |             |
| 1961.       | 378         |             |
| 1971.       | 305         |             |
| 1981.       | 275         |             |
| 1991.       | 205         | 196         |
| 2002.       | 156         | 202         |

| Етнички састав према попису из 2002.‍ | Етнички састав према попису из 2002.‍ | Етнички састав према попису из 2002.‍ | Етнички састав према попису из 2002.‍ | Етнички састав према попису из 2002.‍ |
| ------------------------------------ | ------------------------------------ | ------------------------------------ | ------------------------------------ | ------------------------------------ |
|                                      |                                      |                                      |                                      |                                      |
| Срби                                 | Срби                                 |                                      | 150                                  | 96,15%                               |
| Хрвати                               | Хрвати                               |                                      | 2                                    | 1,28%                                |
| Југословени                          | Југословени                          |                                      | 2                                    | 1,28%                                |
| непознато                            | непознато                            |                                      | 2                                    | 1,28%                                |

| Година пописа     | 1948. | 1953. | 1961. | 1971. | 1981. | 1991. | 2002. |
| ----------------- | ----- | ----- | ----- | ----- | ----- | ----- | ----- |
| Број домаћинстава | 55    | 62    | 64    | 64    | 67    | 61    | 59    |

| Број чланова      | 1  | 2  | 3 | 4 | 5 | 6 | 7 | 8 | 9 | 10 и више | Просек |
| ----------------- | -- | -- | - | - | - | - | - | - | - | --------- | ------ |
| Број домаћинстава | 17 | 20 | 8 | 5 | 4 | 2 | 1 | 2 | 0 | 0         | 2,64   |

| Пол    | Укупно | Неожењен/Неудата | Ожењен/Удата | Удовац/Удовица | Разведен/Разведена | Непознато |
| ------ | ------ | ---------------- | ------------ | -------------- | ------------------ | --------- |
| Мушки  | 67     | 12               | 44           | 9              | 2                  | 0         |
| Женски | 67     | 5                | 44           | 17             | 1                  | 0         |
| УКУПНО | 134    | 17               | 88           | 26             | 3                  | 0         |

| Пол    | Укупно                    | Пољопривреда, лов и шумарство | Рибарство                            | Вађење руде и камена | Прерађивачка индустрија       |
| ------ | ------------------------- | ----------------------------- | ------------------------------------ | -------------------- | ----------------------------- |
| Мушки  | 32                        | 19                            | 0                                    | 0                    | 10                            |
| Женски | 17                        | 13                            | 0                                    | 0                    | 1                             |
| УКУПНО | 49                        | 32                            | 0                                    | 0                    | 11                            |
| Пол    | Производња и снабдевање   | Грађевинарство                | Трговина                             | Хотели и ресторани   | Саобраћај, складиштење и везе |
| Мушки  | 1                         | 0                             | 0                                    | 0                    | 0                             |
| Женски | 0                         | 0                             | 0                                    | 0                    | 0                             |
| УКУПНО | 1                         | 0                             | 0                                    | 0                    | 0                             |
| Пол    | Финансијско посредовање   | Некретнине                    | Државна управа и одбрана             | Образовање           | Здравствени и социјални рад   |
| Мушки  | 0                         | 0                             | 1                                    | 1                    | 0                             |
| Женски | 0                         | 0                             | 0                                    | 2                    | 1                             |
| УКУПНО | 0                         | 0                             | 1                                    | 3                    | 1                             |
| Пол    | Остале услужне активности | Приватна домаћинства          | Екстериторијалне организације и тела | Непознато            | Непознато                     |
| Мушки  | 0                         | 0                             | 0                                    | 0                    | 0                             |
| Женски | 0                         | 0                             | 0                                    | 0                    | 0                             |
| УКУПНО | 0                         | 0                             | 0                                    | 0                    | 0                             |